# Jacob Gentry
Jacob Gentry (Nashville, 1977 o 1978) és un director, editor i escriptor de cinema estatunidenc. És conegut per The Signal, que va coescriure i codirigir amb David Bruckner i Dan Bush. També va dirigir la trilogia My Super Psycho Sweet 16 i va col·laborar amb Broken Bells en curtmetratges basats en la seva música.

## Primers anys
Gentry va néixer a Nashville, Tennessee i es va criar a Atlanta, Geòrgia. Als quinze anys, MTV va emetre el seu curtmetratge Terminator 3: School Day. Més tard, va assistir a la Universitat de Geòrgia juntament amb David Bruckner i A. J. Bowen. Més tard, els tres col·laborarien amb Dan Bush a The Signal (2007).

## Carrera
La primera pel·lícula de Gentry va ser Last Goodbye (2004), protagonitzada per Faye Dunaway i els fills de diverses celebritats. Gentry inicialment es va mostrar resistent a la idea d'enviar els fills de les celebritats, però va cedir quan es va adonar que el truc es podia utilitzar per a publicitat. Més tard va descriure la pel·lícula com "una Magnolia desordenada". El 2005 va editar la pel·lícula The Lady from Sockholm. La seva següent característica va ser The Signal, que remunta els seus orígens a un joc surrealista anomenat cadàver exquisit en què diversos col·laboradors contribueixen de manera independent a la finalització d'un projecte artístic. Després de col·laborar amb Bruckner i Bush a The Signal, va signar un contracte de tres pel·lícules amb MTV i va dirigir My Super Psycho Sweet 16 (2009) i les seves dues seqüeles, My Super Psycho Sweet 16: Part 2 i My Super Psycho Sweet 16: Part 3. Encara que no era un fan de la telerealitat, Gentry va decidir utilitzar el material original per parlar de la crisi financera. Originalment es va adreçar a Gentry per contribuir a l'antologia de terror V/H/S, però es va veure obligat a declinar a causa dels tecnicismes del Sindicat de Directors dels Estats Units. En canvi, va suggerir Bruckner, que es va unir al projecte. Gentry va treballar amb la banda Broken Bells en dos curtmetratges. Gentry va dir que els curts li van permetre explorar noves idees i treballar en ciència-ficció, el seu gènere favorit. Gentry i el músic Danger Mouse havien anat a la universitat junts, i encara que no havien treballat junts professionalment fins aleshores, eren amics. Gentry no ha sincronitzat les pel·lícules als àlbums; en canvi, va treballar a partir de les idees de Danger Mouse i va crear narracions independents. El 2015 va llançar Synchronicity, després del qual va llançar Broadcast Signal Intrusion el 2021.

## Premis i nominacions
El 2008, Gentry va ser nominada per a l'Independent Spirit John Cassavetes juntament amb Bruckner i Bush per The Signal.

## Filmografia
| Pel·lícula                                    | Any  | Director | Productor | Guionista | Editor | Notes                          |
| --------------------------------------------- | ---- | -------- | --------- | --------- | ------ | ------------------------------ |
| Last Goodbye                                  | 2004 | Sí       | No        | Sí        | Sí     |                                |
| The Lady from Sockholm                        | 2005 | No       | No        | No        | Sí     |                                |
| The Signal                                    | 2007 | Sí       | Sí        | Sí        | Sí     | Segment "The Jealousy Monster" |
| Hysterical Psycho                             | 2009 | No       | No        | No        | Sí     |                                |
| My Super Psycho Sweet 16                      | 2009 | Sí       | No        | No        | No     |                                |
| My Super Psycho Sweet 16: Part 2              | 2010 | Sí       | No        | No        | No     |                                |
| My Super Psycho Sweet 16: Part 3              | 2012 | Sí       | No        | No        | No     |                                |
| After the Disco Part One: Angel and the Fool  | 2013 | Sí       | No        | No        | No     | Curtmetratge                   |
| After the Disco Part Two: Holding On for Life | 2013 | Sí       | No        | No        | No     | Curtmetratge                   |
| Synchronicity                                 | 2015 | Sí       | No        | Sí        | Sí     |                                |
| Broadcast Signal Intrusion                    | 2021 | Sí       | No        | No        | No     |                                |